# Inakidu, Sulya
Inakidu là một làng thuộc tehsil Sulya, huyện Dakshin kannad, bang Karnataka, Ấn Độ.